# 가모 다다사토
가모 다다사토(일본어: 蒲生忠郷, 게이초 7년(1602년) ~ 간에이 4년 음력 1월 4일(1627년 2월 19일))는 일본 에도 시대의 다이묘이다. 어릴적 이름은 가메치요(亀千代)이며, 관위는 종3위, 시모쓰케노카미, 산기이다.
게이초 7년, 아이즈번주 가모 히데유키의 적자로 태어났다. 게이초 17년(1612년), 아버지 히데유키가 사망하자 겨우 10세의 나이로 번주직에 올라, 아이즈번 60만 석의 당주가 되었다. 그러나 즉위 후, 후견인이자 어머니인 후리히메가 가로 오카 시게마사와 번 통치를 놓고 분쟁을 일으켰고, 결국 시게마사는 도쿠가와 이에야스의 명에 따라 할복하게 된다. 이후 중신들의 대립까지 겹쳐지면서 사태는 걷잡을 수 없게 되었고, 치안은 제대로 유지되지 못했다. 끝내 근본적 문제를 해결하지 못한 채로 다다사토는 간에이 4년(1627년)에 26세의 젊은 나이로 사망하였다. 후사가 없었기 때문에 가모 가문은 단절될 위기에 놓였으나, 어머니가 도쿠가와 이에야스의 딸이라는 점에서 영지 몰수로 이어지지 않고, 가미노야마번주였던 동생 다다토모(忠知)가 그 뒤를 이어 이요 마쓰야마 번 24만 석 영지로 옮겨가게 되었다. 아이즈로는 가토 요시아키가 40만 석 영지를 받아 들어왔다.

## 생애
게이초 7년, 아이즈번주 가모 히데유키의 적자로 태어났다. 게이쵸 17년(1612년) 5월, 아버지 히데유키가 사망했기 때문에 10세에 아이즈 60만 석을 잇는다. 9월 동생 쓰루치요(鶴千代, 후의 다다토모)와 함께 이에야스에 의해 관례, 마쓰다이라성과 쇼군 도쿠가와 히데타다의 편휘를 받았으며, 또한 조부 가모 우지사토로부터 한 자를 따서 마쓰다이라 다다사토(가모 다다사토)라 칭하였다. 그러나 아직 젊었기 때문에 후리히메(振姫)의 후견을 받았다.
후리히메의 감기에 의한 통치, 이에오·오카 시게마사(岡重政)의 사죄, 조부·우지사토의 시대부터 남동생·다다토모의 시대까지 계속 된 중신 사이의 항쟁 등 집안은 안정되지 않았다.그래서인지 게이초 20년(1615년) 오사카 전투에서는 에도 유수(江戸留守居)를 명받았다.
치세에서는 아이즈와카마쓰성의 덴슈를 5층으로 개축하고, 에류지(恵隆寺)의 재건을 원조했다. 영내의 기근에 즈음하여 떡, 술, 두부의 제조 금지령을 내리는 등의 사적이 전해진다.
겐나 5년(1619년), 정실에 도도 다카토라의 딸을 맞이한다. 겐나 9년(1623년) 시종으로 임관한다. 간에이 원년(1624년)에는 에도번 저택에 도쿠가와 히데타다와 쇼군 이에미쓰의 영채를 맞이했다. 이전에도 중신층의 항쟁, 소송은 계속되고 있었지만 규벌 때문에 과대사에 이르지 못하고, 간에이 3년(1626년), 고미즈노오 천황의 니조성 행차 때 상락, 행차 후, 정4위 산기로 승진했다. 이 때 포창(疱瘡, 천연두 질병)에 이환(罹患, 병에 걸림)하고, 다음 간에이 4년(1627년) 1월 4일 사망했다. 향년 26세.
정실 도도씨와의 사이에는 적자가 없었기 때문에 본래 가모씨는 단절될 뻔했지만 어머니가 이에야스의 딸이기 때문에 데와카미야마번 4만 석을 거느리고 있던 동생 다다토모를 후사로 이요 마쓰야마 24만 석을 주어 36만 석이 감봉되었으나 존속할 수 있었다. 아이즈에는 가모씨를 대신해 가토 요시아키가 영지를 받아 40만 석으로 들어왔다.

## 같이 보기
- 아사노 미쓰아키라 - 다다사토의 이부 형제

| 전임 가모 히데유키 | 가모가 당주 | 후임 가모 다다토모 |

| 전임 가모 히데유키 | 제3대 아이즈번 번주 (가모가) 1612년 ~ 1627년 | 후임 가토 요시아키 |